# Drejt Fundit
Drejt Fundit – albański film fabularny z roku 2015 w reżyserii Drilona Hoxhy.

## Opis fabuły
Porachunki mafijne w scenerii współczesnej Tirany. Zdjęcia do filmu realizowano w Albanii, Kosowie i w Turcji.

## Obsada
- Ani Agushi
- Altin Bodini
- Silvana Braçe
- Alison Peebles
- Edison Bregu
- Drilon Hoxha
- Erand Hoxha
- Maren Hoxha
- Franceska Hysi
- Sevastjan Kallabaku
- Fabio Katanas
- Kujtim Kuçi
- Mehdi Malkaj
- Afrim Myrtollari
- Ornela Ndoj
- Festim Tomori
- Arela Male
- Ardian Ramushi